# 天官賜福
『天官賜福』（てんかんしふく、中国語: 天官赐福）は、墨香銅臭による中国のWeb小説作品。2017年6月16日から2018年6月20日まで晋江文学城にて連載された。書籍版は中華人民共和国ではなく中華民国すなわち台湾の平心出版から繁体字版が出版され、日本語版もこれを底本としている。
2020年に中国ではbilibiliにてアニメが配信され、日本では2021年7月から9月まで放送された。
2023年にアニメ第2期となる『天官賜福 貮』がbilibiliにて配信され、日本では2023年10月から12月まで日本語字幕版が、2024年1月から3月まで日本語吹替版がそれぞれ放送された。

## あらすじ
舞台は架空の古代中国。仙楽国の太子である謝憐は天から与えられた才能を持ち、人々を救うために修行を積みつつ飛昇して武神となったが、2度にわたって天界から追放されてしまった。
800年が経過し、謝憐は3度目となる飛昇を果たすも、「三界の笑い者」と呼ばれる彼に対して祈りを捧げる者はどこにもいなかった。謝憐は功徳を集めようと、人々が住んでいる下界に降り立ちガラクタ集めをしつつ神官として出直そうとしていた日、帰り道で三郎という謎の少年と出会うことになる。

## 登場人物
声優は中国語版 / 日本語版。
謝憐（シエ・リェン）
声 - 姜広涛（第一期）→ 鄧宥希（第二期） / 神谷浩史
本作の主人公。誕生日は7月15日。身長は178cm。武神となるも二度、天界を追われた過去がある。元々は仙楽国の太子だったが、修行を積んで17歳の頃上元の祭礼行列中に子供が城壁から落下したところを救い、仮面が外れたことで「四名景」と評判を受けて「太子悦神」となり、飛昇して神官となった。
「片手に剣、片手に花」と呼ばれる姿の仙楽太子の像があり、別名として「花冠武神」と呼ばれる。
三郎（サンラン）
声 - 馬正陽 / 福山潤
誕生日は6月10日。見た目が16歳もしくは17歳のような、謝憐の前に姿を現した謎の少年。
楓よりも紅い衣を纏っており、雪のような白い肌をしている。また、眉目秀麗でありながら野生的部分も持つ。
霊文（リンウェン）
声 - 黄鶯 / 日笠陽子
「三嵒」と呼ばれる一人の女性神官および霊文真君。文神の長で、人事を司っている。謝憐の与君山の調査の手助けを行った。
真っ黒な衣に全身を包んでおり、有能で普段から殿内は未処理の公文書が多くある。
南風（ナンフォン）
声 - 文森 / 古川慎
中天庭の武官である少年。器量が良く、南陽将軍・風信の配下でもある。
謝憐の与君山の調査の手助けをするために、自ら志願をした上でやって来た。
扶揺（フーヤオ）
声 - 胡良偉 / 小林千晃
同じく中天庭の武官である少年。玄真将軍・慕情の配下でもある。
南風と同じく手助けをするためにやって来た。
裴茗（ペイ・ミン）
声 - 涂雄飛 / 諏訪部順一
北方を守護する武神。「三嵒」と呼ばれる、天界で評判の悪い三人組のうちの一人。
外見は26歳前後で、決断力があり、女性好みの美男子。 多情な性格は飛昇後も変わらず、女官から女鬼まで美しい女性であれば相手を選ばず、数々の伝説を残している。
裴宿（ペイ・シュウ）
声 - 凌飛 / 増田俊樹
※小裴将軍は二人いる裴将軍を区別する際の呼び名。
数百年前に飛昇したばかりの若い神官。色白で冷静。
裴茗の子孫だが直系ではなく、点将されたときは二十歳前後だった。飛昇し、明光殿の補神となる。
半月（バンユエ）
声 - 陶典 / 花澤香菜
質素な黒い服を着ている、15,6歳にしかみえない少女。半月国の国師。
紅紅児（ホンホンアール）
いつも包帯で顔を隠した汚れた身なりの少年。 800年前、仙楽国の上元祭天遊の儀式中に謝憐が城楼から落ちた彼を救出した。
師青玄（シー・チンシュエン）/風師青玄/風師/風師娘娘
声 - 路知行・邱秋 / 島﨑信長・川澄綾子
「風」を操る風神。活発な性格で友人作りを好む。気前が良く、上天庭での評判は良い。
兄の師無渡と同じ師の元で修行し、先に飛昇した兄の指名で中天庭の神官となり、数年後に自身も飛昇した。元は水師と共に兄弟として祀られていたが、祀るなら男性二人よりも男女の方が釣り合いがとれると考えた信徒に神像を女性の姿に彫られてしまった。その後、間違った噂が多々広がったことで信徒からは女神として信仰されている。その為、女性の姿の方が法力が高い。
「四名景」の一人『少君傾酒』。
師無渡（シー・ウードゥー）/水師/水師無渡/水横天
声 - 趙毅
「水」を操る水神。師青玄の兄であり、彼と共に多くの信徒を抱える大神官でもある。弟と共に門派に弟子入りし、苦しい修行の末に飛昇を果たした。元は水のみを司る神だったが、行商人が荷運びの際に川を利用する関係で、安全に船旅ができるよう水師に祈るうちに財運も司るようになった。しかし、水師廟に供物を捧げなかった商人の舟を転覆させる横暴さも併せ持つため、人々からは「水横天（水の暴君）」というあだ名がつけられている。 裴茗、霊文と共に三毒瘤に数えられる。
明儀（ミン・イー）/ 地師儀 / 地師
声 - 吴磊・白雪岑 / 内山昂輝・森なな子
「大地」を司る口数の少ない男性神官。人間のころは腕利きの職人で、一生の内に土木建築によって人々に多くの幸福をもたらしたことで飛昇したと言われている。師青玄には明兄と呼ばれ、大親友だと慕われているものの、自身は友達だと認めていない。だが、彼に付き合って女性の姿に変身し、任務に出かけることがある。大食漢で、宴の席では黙々と食事をかき込む姿が頻繁に目撃されている。 月牙鏟（げつがさん）と呼ばれるシャベル型の法宝で穴を掘ると、どんな材質の床や地面でも掘り進むことができる。
雨師篁（ユーシー・ ホァン）/ 雨師 / 雨師国主
声 - 吴磊・白雪岑
「雨」を司る物静かな女性神官。天界にはめったに姿を見せない。人界の農村「雨師郷」で農民たちと作物を育てながら静かに暮らしている。首に切り傷の痕があり、その影響でゆっくりとした話し方をする。 人間だった頃は雨師国の第16皇女で、雨師国最後の君主でもあった。雨師の所有する法宝の内、雨師笠は膨大な量の水を運び、雨として降らせることができる。
「四名景」の一人「公主自刎」。
権一真（チュエン・イージェン）/奇英殿下
年若くして飛昇した新進気鋭の武神。西方を守護領域としている。 高い鼻梁に堀の深い顔立ちを持つ巻き毛の少年。優れた武術の才を持つ。が、他人の感情の機敏には疎く、腹を立てると相手が自身の信徒であっても殴りつける。だが情に篤い部分もあり、恩義がある者に金の延べ棒を送ることがある。
数百年に渡り、とある人を探し続けている。
郎千秋（ラン・チェンチウ）/ 泰華殿下 / 太子殿下
声 - / 山下大輝
守護領域は東方。軍装に身を包み、凛々しい顔立ちをした青年の武神。
飛昇前は永安国の太子で、 彼の17歳の誕生日を祝う鎏金宴（りゅうきんえん）の最中、王宮に侵入した賊によって親族が虐殺される。宴に遅れた彼は被害を免れた。が、師匠である芳心国師が父親を殺害する現場を目撃。すぐさま国師を指名手配し、捕らえたのちに師の身体を棺に磔にして復讐を遂げた。

### 鬼界
妖魔鬼怪の住む領域。人界と共に地上を共有している。暗闇に潜み、時には人間に偽装して人界を彷徨い歩く。
花城（ホワ・チョン）
声 - 馬正陽 / 福山潤
鬼界の絶境鬼王である、「四大害」の一人。神官からも恐れられている。等級は「絶」。
『血雨探花』の異名を持つ。常に赤い衣を纏っており、柄に赤い眼球がはめ込まれた湾刀「厄命」と「死霊蝶」と呼ばれる銀の蝶を操って戦う。謝憐と過去に何かあったようだが、その経歴については謎が多い。
黒水玄鬼/ 黒水沈舟 / 黒水
等級は「絶」。「四大害」の一人、黒水沈舟。
花城の数百年あとに、銅炉山での妖魔鬼怪との殺し合いを制し、絶境鬼王となる。寡黙な性格だが、 鬼界で広く伝わる「陸上の赤を王とし、水中では黒が主となる」という言葉（赤＝花城　黒＝黒水）から非常に強力な水鬼であることが窺える。縄張りは南海にある黒水鬼蜮（こくすいきいき）。生者を乗せた船が迷い込むと船底に穴が空き、沈むと二度と浮き上がれない死の海である。
白無相（バイウーシャン）
等級は「絶」。四大害の一人「白衣禍世」。
真っ白な喪服を身にまとい、片面がそれぞれ泣き顔と笑顔の悲喜面（ひきめん）をかぶっている謎多き存在。いっそ病的なまでに謝憐に付き纏い、彼の祖国、仙楽国の滅亡の一端を担った。その後、 君吾によって消滅したと言われている。
戚容（チー・ロン）/青灯夜遊/青鬼戚容
声 - / 橘龍丸
四大害の一人に数えられるが、等級は「凶」。四人の中でただ一人「絶」の域に達していない。
下品な物言いで人を罵ることが多い。人肉を喰らい、死体を木に吊り下げて「逆さ吊り死体の森」を作る悪趣味さから、神官はおろか、鬼界の鬼からも疎まれている。
謝憐と深い関わりがある。
君吾（ジェンウー）
声 - 宝木中陽 / 子安武人

## 用語
三界
天界、人界、鬼界の三つを指す。

## アニメ
中国ではbilibiliにて2020年10月31日より配信された。総再生回数は2021年時点で4億回を突破している。
日本では2021年7月4日から9月29日までTOKYO MXとBS11にて日本語吹替版が放送された。また、ホームドラマチャンネルでは2021年7月2日から9月25日までは日本語字幕版が放送され、同年9月11日・19日に日本語吹替版が放送された（一部出典該当の話数は不足分の放送尺に合わせるため、前話ダイジェストなどの編集を取り入れている）。同様に日本語吹き替え・字幕版でのインターネット配信は、テレビ放送での放送時間の都合上カットされていた部分も含めて配信する。
第2期『天官賜福 貮』がbilibiliにて配信された。日本では2023年10月からWOWOWにて日本語字幕版が放送された。2024年1月から3月までTOKYO MXとBS11にて日本語吹替版が放送された。

### スタッフ
- 原作 - 墨香銅臭[7]
- 監督 - 李豪凌（第1期）[7]、虎牙（第2期）
- 絵演出監督 - オム・ユジョン
- 絵作画監督 - イ・サンミ、キム・チョンス（第2期）[5]、キム・サンミン（第2期）[5]
- 3DCG監督 - 顧晶
- 撮影監督 - 武山篤
- キャラクターデザイン - イ・サンミ[7]、オム・イクヒョン（第2期）[5]
- サブキャラクターデザイン - キム・ミジン[7]、 パク・ミンジョン[7]、 ユ・ミンジ[7]、 ホン・インス[7]
- シリーズ構成・脚本 - 春日幽鈴（第1期）[7]、黒白胡椒（第2期）[5]
- 音楽 - 楊秉音[7]
- アニメーション制作 - 絵夢動画[7]
- 日本語吹替版
  - 音響監督 - 麦島哲也
  - 翻訳 - 本多由枝
  - 録音・調整 - 中西一仁
  - 録音アシスタント- 木村翔
  - 音響制作担当 - 米屋林太郎
  - 音響制作 - HALF H・P STUDIO
- 日本版制作
  - 企画 - 中野秀紀、岩上敦宏
  - プロデューサー - 黒﨑静佳
  - 監修 - 時墨悠希舞
  - 製作 - ソニー・ミュージックソリューションズ[7]、アニプレックス[7]

### 主題歌
中国語原版
オープニングテーマ「無別」（第1 - 11話・特別編）
歌 - 張信哲（ジェフ・チャン）
作詞 - 何啓弘 / 作曲 - 譚旋 / 編曲 - 陳啓天
エンディングテーマ「不散」（第2 - 8話）
歌 - 黄齢
作詞 - 申名利 / 作曲・編曲 - 楊秉音
エンディングテーマ「紅絶」（第9 - 11話）
歌 - 胡夏
作詞 - 申名利、王暁倩 / 作曲 - 楊秉音 / 編曲 - 楊秉音、李柏漪
挿入歌「一花一剣」（第1話）
歌 - 李鑫一
作詞 - 申名利、王暁倩 / 作曲・編曲 - 楊秉音
挿入歌「新嫁娘」（第1 - 2話）
歌 - 劉蕊
作詞 - 墨香銅臭
挿入歌「紅絶」（特別編）
歌 - 胡夏
作詞 - 申名利、王暁倩 / 作曲 - 楊秉音 / 編曲 - 楊秉音、李柏漪
日本語吹替版
「慈雨のくちづけ」
シドの歌・編曲による日本語版第1期オープニングテーマ。作詞はマオ、作曲は御恵明希、主題歌協力は原田絵美。
「フリイジア」
雨宮天による日本語版第1期エンディングテーマ。作詞は上坂梨沙、作曲はSHIKI、編曲は立山秋航。
「面影」
シドの歌・編曲による日本語版第2期オープニングテーマ。作詞はマオ、作曲は御恵明希。
「春想」
krageの歌・作詞による日本語版第2期エンディングテーマ。作曲は福島章嗣、編曲は長橋健一。

### 各話リスト
| 話数        | サブタイトル 中国語サブタイトル | 脚本                 | 絵コンテ                                   | 演出           | 絵作画監督                          | ビリビリ 配信日 | 日本語 吹替版 放送日 |       |       |       |       |       |       |       |       |       |       |       |       |       |       |       |       |       |
| 第1期       | 第1期                           | 第1期                | 第1期                                      | 第1期          | 第1期                               | 第1期           | 第1期                | 第1期 | 第1期 | 第1期 | 第1期 | 第1期 | 第1期 | 第1期 | 第1期 | 第1期 | 第1期 | 第1期 | 第1期 | 第1期 | 第1期 | 第1期 | 第1期 | 第1期 |
| ----------- | ------------------------------- | -------------------- | ------------------------------------------ | -------------- | ----------------------------------- | --------------- | -------------------- | ----- | ----- | ----- | ----- | ----- | ----- | ----- | ----- | ----- | ----- | ----- | ----- | ----- | ----- | ----- | ----- | ----- |
| 第1話       | 太子の嫁入り 太子新娘           | 春日幽鈴 蜜餃 桃玖玖 | キム・ブヨン オム・ヨジュン                | オム・ヨジュン | イ・サンミ                          | 2020年 10月31日 | 2021年 7月4日        |       |       |       |       |       |       |       |       |       |       |       |       |       |       |       |       |       |
| 第2話       | 隠された明光廟 山锁明光         | 春日幽鈴 蜜餃 桃玖玖 | 復活動画                                   | オム・ヨジュン | クォン・ウンギョン                  | 11月7日         | 7月11日              |       |       |       |       |       |       |       |       |       |       |       |       |       |       |       |       |       |
| 第3話       | 女将軍の執着 旧恨红颜           | 春日幽鈴 蜜餃 桃玖玖 | オム・ユジョン 復活動画                    | オム・ヨジュン | 張欣欣 張寧                         | 11月14日        | 7月18日              |       |       |       |       |       |       |       |       |       |       |       |       |       |       |       |       |       |
| 第4話       | 鬼王 花城 诡王花城              | 春日幽鈴 蜜餃 桃玖玖 | ナ・ユミン                                 | オム・ヨジュン | イ・サンミ                          | 11月21日        | 7月25日              |       |       |       |       |       |       |       |       |       |       |       |       |       |       |       |       |       |
| 第5話       | 謎の少年 菩荠记事               | 春日幽鈴 蜜餃 桃玖玖 | キム・ブヨン                               | オム・ヨジュン | クォン・ウンギョン 張寧 張欣欣 王鵬 | 11月28日        | 8月1日               |       |       |       |       |       |       |       |       |       |       |       |       |       |       |       |       |       |
| 第6話       | あやかしの砂漠へ 半月迷踪       | 春日幽鈴 蜜餃 桃玖玖 | カン・ソンデ                               | オム・ヨジュン | イ・サンミ                          | 12月5日         | 8月8日               |       |       |       |       |       |       |       |       |       |       |       |       |       |       |       |       |       |
| 第7話       | 忍び寄る影 蝎尾蛇影             | 春日幽鈴 蜜餃 桃玖玖 | キム・ブヨン                               | オム・ヨジュン | イ・サンミ 張欣欣 王鵬              | 12月12日        | 8月15日              |       |       |       |       |       |       |       |       |       |       |       |       |       |       |       |       |       |
| 第8話       | 暗雲漂う故国 风起古国           | 春日幽鈴 蜜餃 桃玖玖 | 張予夏                                     | オム・ヨジュン | 容洪 張欣欣                         | 12月19日        | 8月22日              |       |       |       |       |       |       |       |       |       |       |       |       |       |       |       |       |       |
| 第9話       | 妖道の災い 妖道之祸             | 春日幽鈴 蜜餃 桃玖玖 | パク・ビョンサン                           | オム・ヨジュン | クォン・ウンギョン 張寧 張欣欣 王鵬 | 12月26日        | 8月29日              |       |       |       |       |       |       |       |       |       |       |       |       |       |       |       |       |       |
| 第10話      | 将軍と少女 半月往事             | 春日幽鈴 蜜餃 桃玖玖 | 郭仲杰                                     | オム・ヨジュン | チュ・ヒョンウ 張欣欣 王鵬          | 2021年 1月2日   | 9月5日               |       |       |       |       |       |       |       |       |       |       |       |       |       |       |       |       |       |
| 第11話      | 砂に埋もれた功罪 沙埋功过       | 春日幽鈴 蜜餃 桃玖玖 | パク・ビョンサン オム・ユジョン イ・サンミ | オム・ヨジュン | イ・サンミ 張欣欣                   | 1月9日          | 9月12日              |       |       |       |       |       |       |       |       |       |       |       |       |       |       |       |       |       |
| 特別編      | 花香る夜語り 拈花夜话           | 春日幽鈴 蜜餃 桃玖玖 | 沐冥                                       | オム・ヨジュン | クォン・ウンギョン                  | 2月16日         | -                    |       |       |       |       |       |       |       |       |       |       |       |       |       |       |       |       |       |
| 第2期『貮』 |                                 |                      |                                            |                |                                     |                 |                      |       |       |       |       |       |       |       |       |       |       |       |       |       |       |       |       |       |
| 第1話       | 鬼王現る 鬼王現身               | 黒白胡椒             | キム・チョンス オム・ユジョン              | -              | イ・サンミ                          | 2024年 1月7日   | 2023年 10月18日      |       |       |       |       |       |       |       |       |       |       |       |       |       |       |       |       |       |
| 第2話       | 玲瓏の賽 賭盅玲瓏               | 黒白胡椒             | ファン・リミョン                           | -              | イ・サンミ                          | 1月14日         | 10月25日             |       |       |       |       |       |       |       |       |       |       |       |       |       |       |       |       |       |
| 第3話       | 極楽への誘い 攜君極樂           | 黒白胡椒             | ユ・ヨンリョル ジョン・グァンフン          | -              | イ・サンミ                          | 1月21日         | 11月1日              |       |       |       |       |       |       |       |       |       |       |       |       |       |       |       |       |       |
| 第4話       | 秘密の地下道                    | 黒白胡椒             | ホン・セパル ダニエル                      | -              | イ・サンミ                          | 1月28日         | 11月8日              |       |       |       |       |       |       |       |       |       |       |       |       |       |       |       |       |       |
| 第5話       | 芳心再臨                        | 黒白胡椒             | キム・ブヨン                               | -              | オム・イクヒョン                    | 2月4日          | 11月15日             |       |       |       |       |       |       |       |       |       |       |       |       |       |       |       |       |       |
| 第6話       | 万蝶、君を拯いて                | 黒白胡椒             | ユ・ヨンリョル ジョン・グァンフン          | -              | オム・イクヒョン                    | 2月11日         | 11月22日             |       |       |       |       |       |       |       |       |       |       |       |       |       |       |       |       |       |
| 第7話       | ただ一人のために                | 黒白胡椒             | キム・ブヨン ダニエル イ・サンミ           | -              | キム・チャングィ                    | 2月18日         | 11月29日             |       |       |       |       |       |       |       |       |       |       |       |       |       |       |       |       |       |
| 第8話       | 青灯夜遊                        | 黒白胡椒             | ユ・ヨンリョル イム・スミン                | -              | オク・イクヒョン                    | 2月25日         | 12月6日              |       |       |       |       |       |       |       |       |       |       |       |       |       |       |       |       |       |
| 第9話       | 永安と仙楽                      | 黒白胡椒             | キム・ブヨン ダニエル                      | -              | キム・ミジン                        | 3月3日          | 12月13日             |       |       |       |       |       |       |       |       |       |       |       |       |       |       |       |       |       |
| 第10話      | 血塗られた宴                    | 黒白胡椒             | パク・ビョンサン ダニエル                  | -              | イ・サンミ                          | 3月10日         | 12月20日             |       |       |       |       |       |       |       |       |       |       |       |       |       |       |       |       |       |
| 第11話      | 月下の惜別                      | 黒白胡椒             | キム・チョンス                             | -              | キム・ギュンソク                    | 3月17日         | 12月27日             |       |       |       |       |       |       |       |       |       |       |       |       |       |       |       |       |       |
| 第12話      | 百無禁忌                        | 黒白胡椒             | ダニエル                                   | -              | オム・イクヒョン                    | 3月24日         | 2024年 1月3日        |       |       |       |       |       |       |       |       |       |       |       |       |       |       |       |       |       |

### 放送局
| 放送期間               | 放送時間           | 放送局                 | 対象地域 | 備考                 |
| ---------------------- | ------------------ | ---------------------- | -------- | -------------------- |
| 2021年7月4日 - 9月29日 | 日曜 21:30 - 22:00 | TOKYO MX               | 東京都   |                      |
|                        | 日曜 22:30 - 23:00 | BS11                   | 日本全域 | BS放送               |
| 2021年9月11日・19日    | 土曜 18:30 - 22:00 | ホームドラマチャンネル | 日本全域 | CS放送 / 6話連続放送 |

| 放送期間               | 放送時間                     | 放送局   | 対象地域 | 備考   |
| ---------------------- | ---------------------------- | -------- | -------- | ------ |
| 2024年1月7日 - 3月24日 | 日曜 21:30 - 22:00           | TOKYO MX | 東京都   |        |
|                        | 日曜 22:30 - 23:00           | BS11     | 日本全域 | BS放送 |
| 2024年1月9日 - 3月26日 | 火曜 1:00 - 1:30（月曜深夜） | WOWOW    | 日本全域 | BS放送 |

上記放送局はいずれも日本語吹替版。ホームドラマチャンネルでは2021年7月3日から9月25日まで第1期の日本語字幕版が放送された。WOWOWでは2023年10月から12月まで第2期の日本語字幕版が放送された。
| 配信開始日                | 配信時間                           | 配信サイト | 備考                |
| ------------------------- | ---------------------------------- | --- | ------------------- |
| 2021年7月4日 2021年7月7日 | 日曜 21:30 - 22:00 水曜 12:00 更新 | ABEMA | 放送版 オリジナル版 |
| 2021年7月4日              | 日曜 22:30 更新                    | Amazonプライム・ビデオ |                     |
| 2021年7月7日              | 水曜 12:00 更新                    | dアニメストア dアニメストア for Prime Video U-NEXT アニメ放題 GYAO! ひかりTV Hulu バンダイチャンネル FOD ニコニコチャンネル ニコニコ生放送 TELASA J:COMオンデマンド ビデオマーケット DMM.com music.jp |                     |

| 配信開始日                 | 配信時間                           | 配信サイト | 備考                |
| -------------------------- | ---------------------------------- | --- | ------------------- |
| 2024年1月7日 2024年1月10日 | 日曜 21:30 - 22:00 水曜 12:00 更新 | ABEMA | 放送版 オリジナル版 |
| 2024年1月7日               | 日曜 22:30 更新                    | Amazonプライム・ビデオ |                     |
| 2024年1月10日              | 水曜 12:00 更新                    | dアニメストア（本店・ニコニコ支店・for Prime Video） U-NEXT アニメ放題 Lemino Hulu バンダイチャンネル FOD DMM TV J:COM STREAM みるプラス auスマートパスプレミアム TELASA ニコニコチャンネル |                     |